# Ortoplastia
L'ortoplastia è la scienza che studia la correzione funzionale di segmenti osteo-articolari apportata per mezzo di ortesi di silicone. La sua funzione è quella di modificare i rapporti articolari per il miglioramento della funzionalità d'organo.
Si distingue in ortoplastia di tipo correttivo, palliativo e di scarico.
L'ortoplastia adopera materiali a memoria di forma opportunamente lavorati per ottenere le correzioni volute; si utilizzano in particolare siliconi di shore variabile a seconda della deformità e della gravità.
Le fasi della costruzione di un'ortesi digitale sono:
- Impronta
- Lavorazione
- Prova e consegna

I campi di utilizzo sono la podologia (ortopodologia) per patologie delle dita (alluce valgo, dita a griffe, dita a martello, dita a collo di cigno), ortopedia della mano e delle piccole articolazioni.

## Ortonixie
Una particolare tecnica di ortesizzazione di tipo ortoplastico è l'ortonixia, che consiste nell'applicazione di forze tangenziali alla lamina ungueale per correggere e modificare la crescita delle unghie soggette ad involuzione che causano lesioni del letto ungueale con granulomi piogeni. Le ortonixie possono essere in materiali a memoria di forma e materiali metallici al nichel.